# Дарвінія

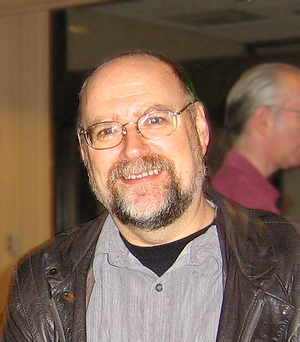
Фото автора книги, Роберта Чарльза Вілсона

Дарвінія (англ. Darwinia) — це науково-фантастичний роман 1998 року американо-канадського письменника Роберта Чарльза Вілсона в жанрі альтернативної історії.

## Сюжет
У березні 1912 року сталася значна для світу подія, яку деякі іменували «Дивом», — Європа, частини Азії та Африки, включаючи її мешканців, раптово зникли за ніч. Ця частина землі, де вони жили, замінюється шматом чужорідної, іншої землі, ландшафт, обриси та особливості місцевості якої схожі на оригінальні, але з дивною новою флорою і фауною, яка, схоже, пішла іншим шляхом в еволюції.
Побачене деякими як акт божественної відплати, «Диво» впливає на життя людей навколо та змінює світову історію. Після того, як «Новий світ» був врегульований європейцями, Америка бере участь у намаганнях відновити дивну нову Європу. Лорд Кітченер — який не підірвався на крейсері «Гемпшир» у часи Першої світової війни у минулому 1916 р. — намагається зібрати залишки Британської імперії та переселити Британію.
На цьому тлі книга описує життя та пригоди молодого американського фотографа Гілфорда Лоу. Будучи 14-річним хлопчиком, Лоу був свідком «Дива», як мерехтливі вогні моторошно рухались через надокеанське небо.  Як доросла людина, він налаштований подорожувати на дивний континент Дарвінію (так назвали наслідок «Дива») та досліджувати його таємниці. З цією метою він зараховується як фотограф до експедиції Фінча, який планує подорожувати вгору по річці, яка раніше була відома як Рейн, і проникнути у приховані глибини дивного нового континенту. Він висаджується посеред джунглів і націоналістичних сутичок, в яких партизани нападають і знищують більшу частину експедиції Фінча на континенті, який, як вони вважають, належить їм.
Лоу приніс із собою небажаного супутника, таємничого близнюка, який, здається, жив і помер на іншій Землі, незмінній «Диву». Близнюк вперше з'являється перед Гілфордом у сні, і приносить повідомлення про те, що Дарвінія — не є тим, чим здається, а Гілфорд — не той, кого за себе видає.
Невдовзі приходить вражаюче одкровення. У кінці історії всім персонажам розкрито, що зараз насправді кінець часу і що Всесвіт, Земля та вся свідомість, що коли-небудь існувала, насправді зберігаються в комп'ютерній симуляції, відомій як Архів. Архів був побудований коаліцією всіх живих істот у Всесвіті, які прагнули врятувати свідомість від смерті. Однак «віруси» (паразитичні форми штучної життєдіяльності), відомі як Псіони, вторглися в систему Архіву. Зрештою Гілфорд Лоу дізнається, що він і такі, як він, служать інструментами в космічній боротьбі проти Псіонів за виживання самої свідомості.

## Прийом
Дарвінія виграла премію «Аврора» (канадська премія в наукова фантастика та фентезі) за кращий довгий твір в 1999 році і була номінована на премію Г'юго в 1999 році за кращий роман.
Джон Клют вважає, що роман відповідає тематиці канадської літератури, незважаючи на відкриття, яке свідчить про те, що воно буде слідувати темам американської літератури;  він також розкритикував Вілсона за те, що «не створив жодного єдиного персонажа, здатного або зрозуміти історію, або здійснити її у власній особі».